# Sliver (film)
Sliver is een Amerikaanse film uit 1993 van Phillip Noyce naar de gelijknamige thriller van Ira Levin.
Door problemen voor de rating van de film door de Motion Picture Association of America moest het verhaal herhaaldelijk worden aangepast. De ontknoping is dan ook anders dan in het boek van Levin.

## Verhaal
Carly Norris, een 35-jarige literair redacteur, verhuist naar een flat in een groot appartementsgebouw in New York. De flat is vrijgekomen omdat de vorige huurder er van het balkon is gesprongen. Ze maakt kennis met Zeke, met wie ze haar seksuele behoefte stilt. En dan is er de gerateerde schrijver Jack die haar aanklampt. Is een van hen verantwoordelijk voor de reeks van verdachte overlijdens in het gebouw?

## Rolverdeling
| Acteur          | Personage                   |
| --------------- | --------------------------- |
| Sharon Stone    | Carly Norris                |
| William Baldwin | Zeke Hawkins                |
| Tom Berenger    | Jack Lansford               |
| Polly Walker    | Vida Warren                 |
| Colleen Camp    | Judy Marks                  |
| Amanda Foreman  | Samantha Moore              |
| Martin Landau   | Alex Parsons                |
| Nicholas Pryor  | Peter Farrell               |
| CCH Pounder     | inspecteur Victoria Hendrix |
| Nina Foch       | Evelyn McEvoy               |
| Keene Curtis    | Gus Hale                    |